# Ар-Рахма
Мечеть «Ар-Рахма» (араб. الرحمة‎ — милосердие) — первая и единственная мечеть Киева.  Является частью Исламского комплекса, который кроме мечети Ар-Рахма включает корпус ДУМУ, медресе и минарет. Расположена на Татарке на склоне Щекавицы и рассчитана на 2 000 человек при площади 3200 кв. м.

## История
В 1992 году муфтий Украины шейх Ахмед Тамим возглавил Духовное управление мусульман Украины (ДУМУ). Ряд первоочередных задач — это распространение знаний об исламе, помощь при строительстве мечетей, открытии участков для мусульман на кладбищах. В феврале 1996 года Киевская госадминистрация приняла решение о выделении ДУМ Украины земельного участка под строительство и обслуживание мемориально-молитвенного дома.
С завершением первой части строительства мечети в 2000 году на куполе мечети был установлен полумесяц, и в ней стали читаться молитвы.
В конце 2004 года власти Киева дополнительно выделила землю и дала разрешение на строительство исламского комплекса, куда входят мечеть «Ар-Рахма», корпус ДУМ Украины и медресе. Архитектором проекта комплекса стал заслуженный архитектор Украины Александр Комаровский.
Официальное открытие соборной мечети Ар-Рахма состоялось 2 декабря 2011 года. В церемонии открытия первой мечети в столице Украины приняли участие представитель Президента Украины, представитель Правительства, Министр культуры Украины, представитель Министерства культуры Крыма, депутаты, Представители религиозных конфессий, государственных и общественных организаций, официальные представители иностранных государств. Открытие транслировалось в прямом эфире на Первом национальном канале.
Мечеть вмещает до 2000 молящихся, в ней 3 больших зала, 2 больших купола, минарет высотой 27 метров.